# Melanerpes hoffmannii
Melanerpes hoffmannii е вид птица от семейство Picidae.

## Разпространение
Видът е разпространен в Коста Рика, Никарагуа и Хондурас.